# Champagne, Eure-et-Loir

Champagne este o comună în departamentul Eure-et-Loir, Franța. În 1 ianuarie 2017 avea o populație de 328 de locuitori.